# Kranos
Nell'antica Grecia, l'elmo era chiamato krànos (in greco antico: κράνος?). Interessato da una notevole evoluzione, dagli arcaici modelli minoici sino agli elmi appositamente selezionati per le specializzate forze di cavalleria e fanteria dell'esercito macedone (IV secolo a.C.), il krànos subì, nel corso della storia, massicci cambiamenti in quanto a linea e materiali di costruzione.

## Storia
Elemento distintivo nella panoplia dell'oplita, quasi iconico, l'elmo krànos mutò sensibilmente il suo design nel corso degli anni. Godettero di iniziale successo i design dell'elmo illirico e dell'elmo corinzio, quest'ultimo forse l'elmo greco per antonomasia: copriva tutta la testa ed il collo, con delle fessure per occhi e bocca. Le varianti successive furono più leggere: l'elmo calcidico, l'elmo attico e l'elmo frigio, queste ultime sviluppate in contesto magno-greco/italico. Nel corso del V secolo a.C., mentre abbandonavano la corazza, gli Spartani presero anche ad utilizzare una nuova tipologia di elmo conico, chiamato "elmo pileato", con la medesima foggia del copricapo di feltro chiamato pileo. L'elmo frigio avrebbe invece avuto grande successo presso le truppe macedoni. Il kranos era spesso decorato con una, a volte più d'una, cresta di crine di cavallo e/o corna di animali (financo finte orecchie in bronzo) e poteva, come altre componenti della panoplia, essere dipinto a colori vivaci.

## Descrizione
- Elmo a zanne di cinghiale: il rudimentale elmo ottenuto da resti animali utilizzato dai minoici;
- Elmo calcidico: provvisto di aperture per le orecchie e con paragnatidi fissi o rimovibili;
- Elmo attico: con paragnatidi rimovibili e senza para-naso;
- Elmo frigio (anche Elmo trace): un bordo rialzato permetteva la protezione degli occhi e orecchi, mentre i paragnatidi erano lunghi fino alla bocca. Presentava poi una cresta sulla sommità;
- Elmo beotico: un elmo più aperto derivante dai copricapi in feltro utilizzati dai Plateesi. La calotta presenta un'ampia visiera più pronunciata sulla fronte.
- Elmo corinzio: con paranuca e guanciali fissi

## Galleria d'immagini

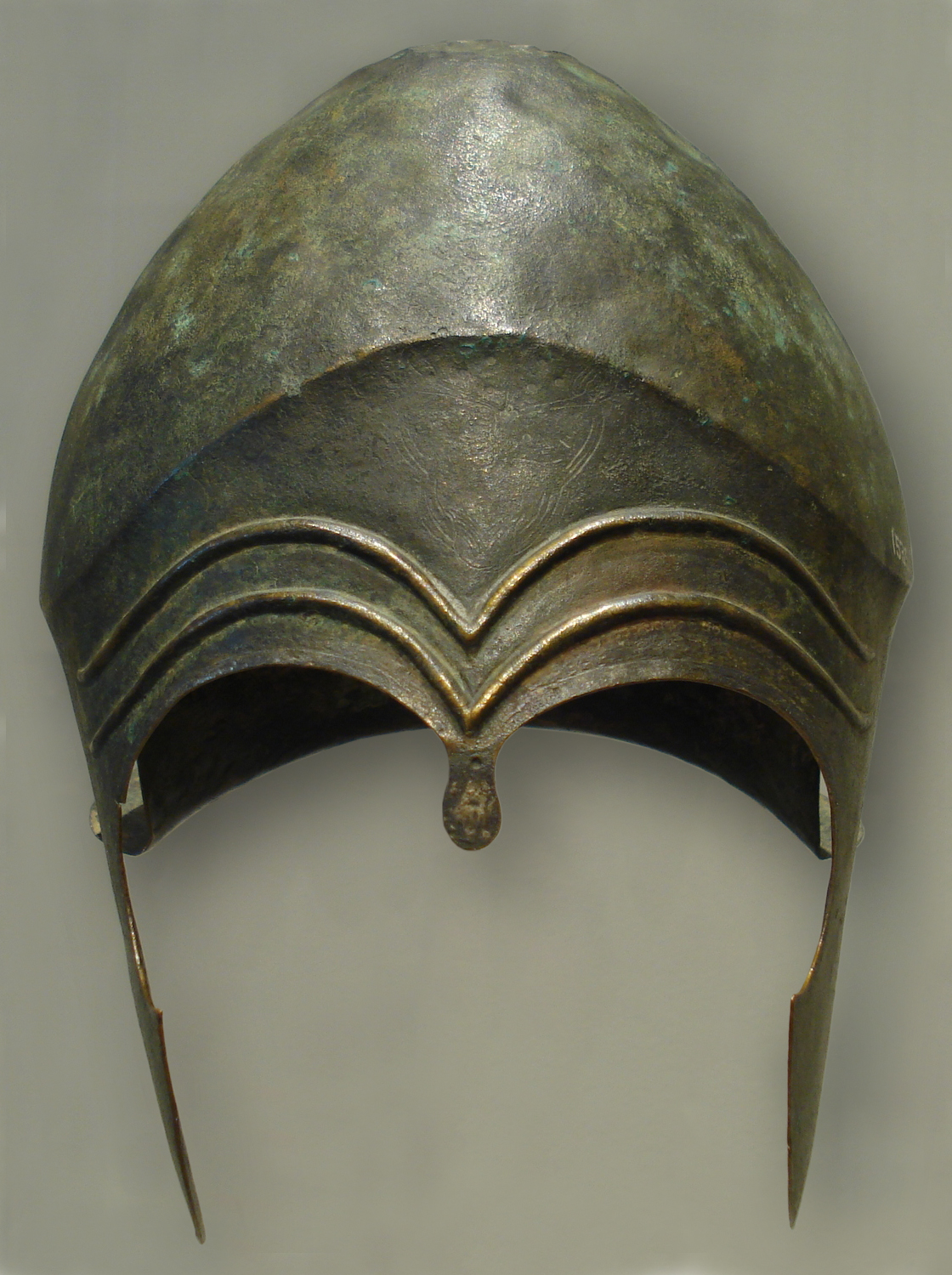
Elmo calcidico
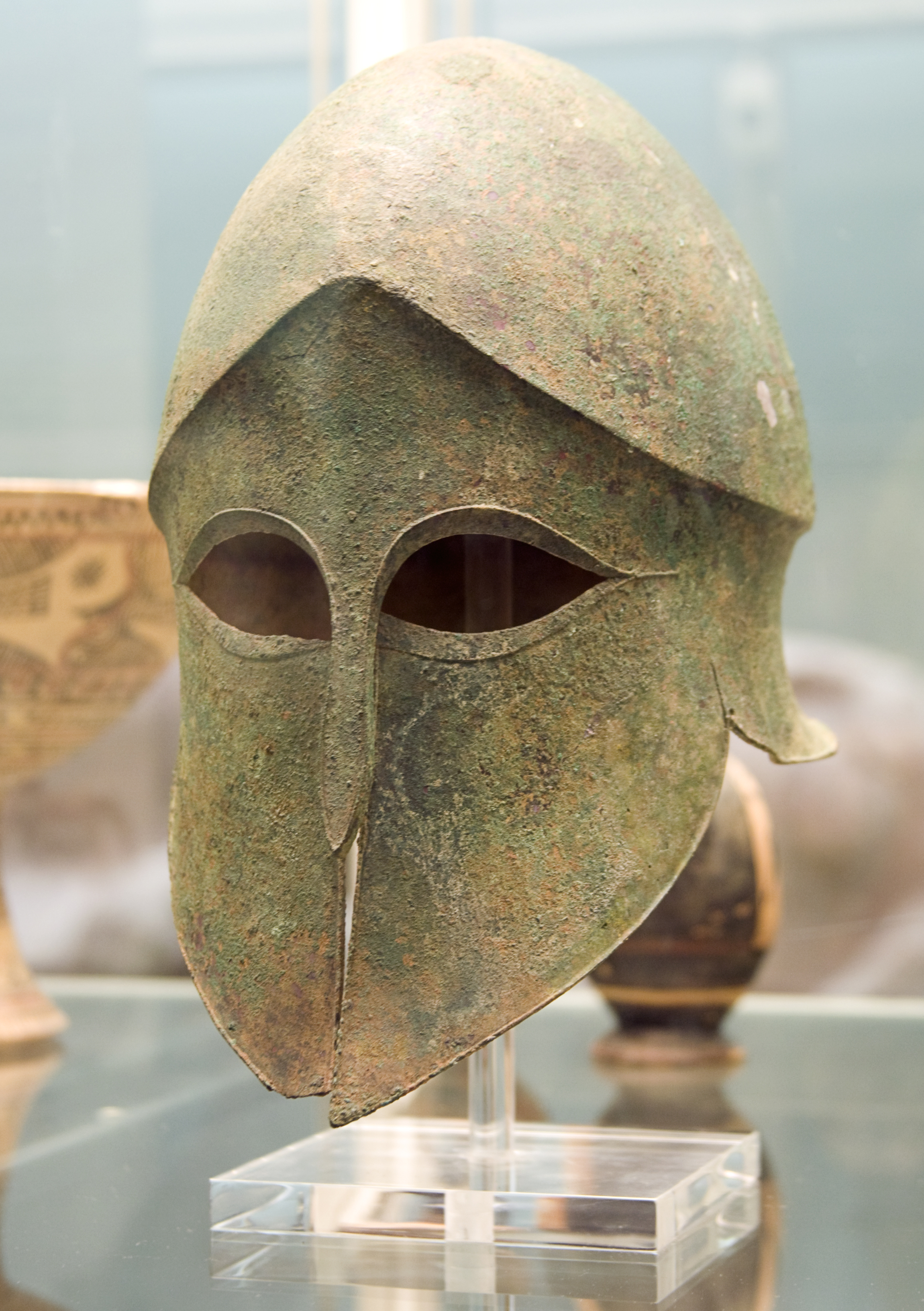
Elmo corinzio, 500 a.C. circa
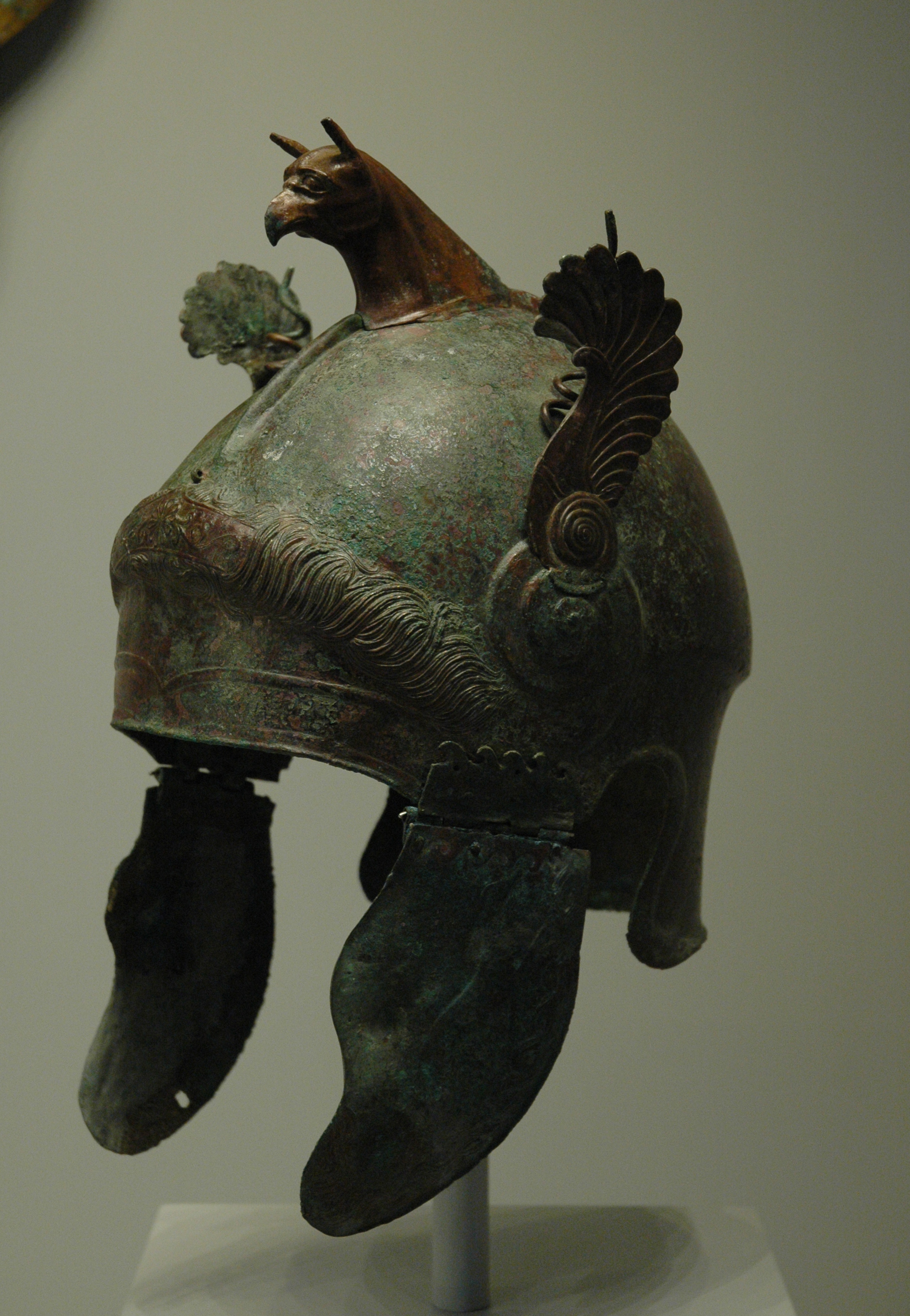
Elmo attico, 300 a.C. circa
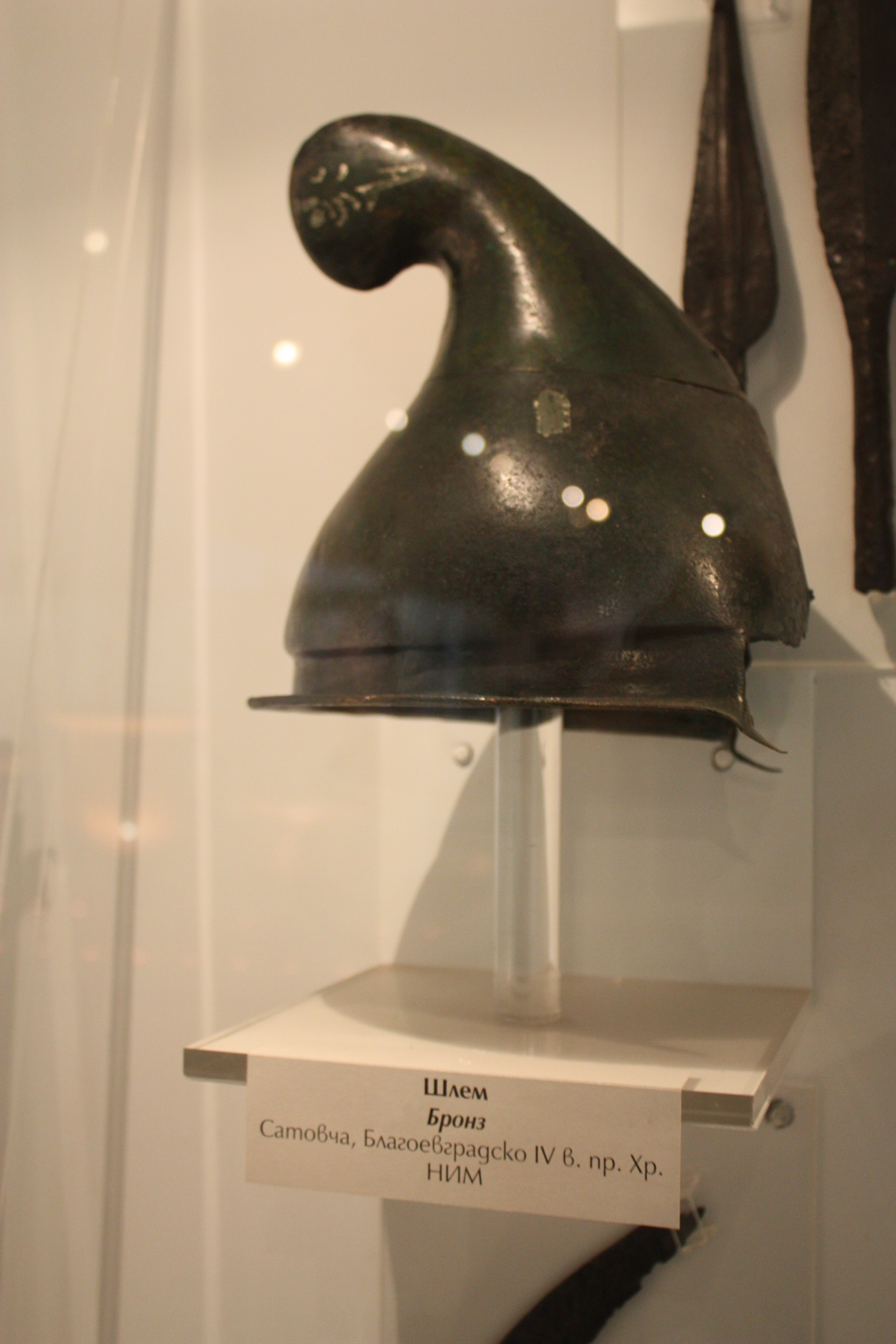
Elmo frigio
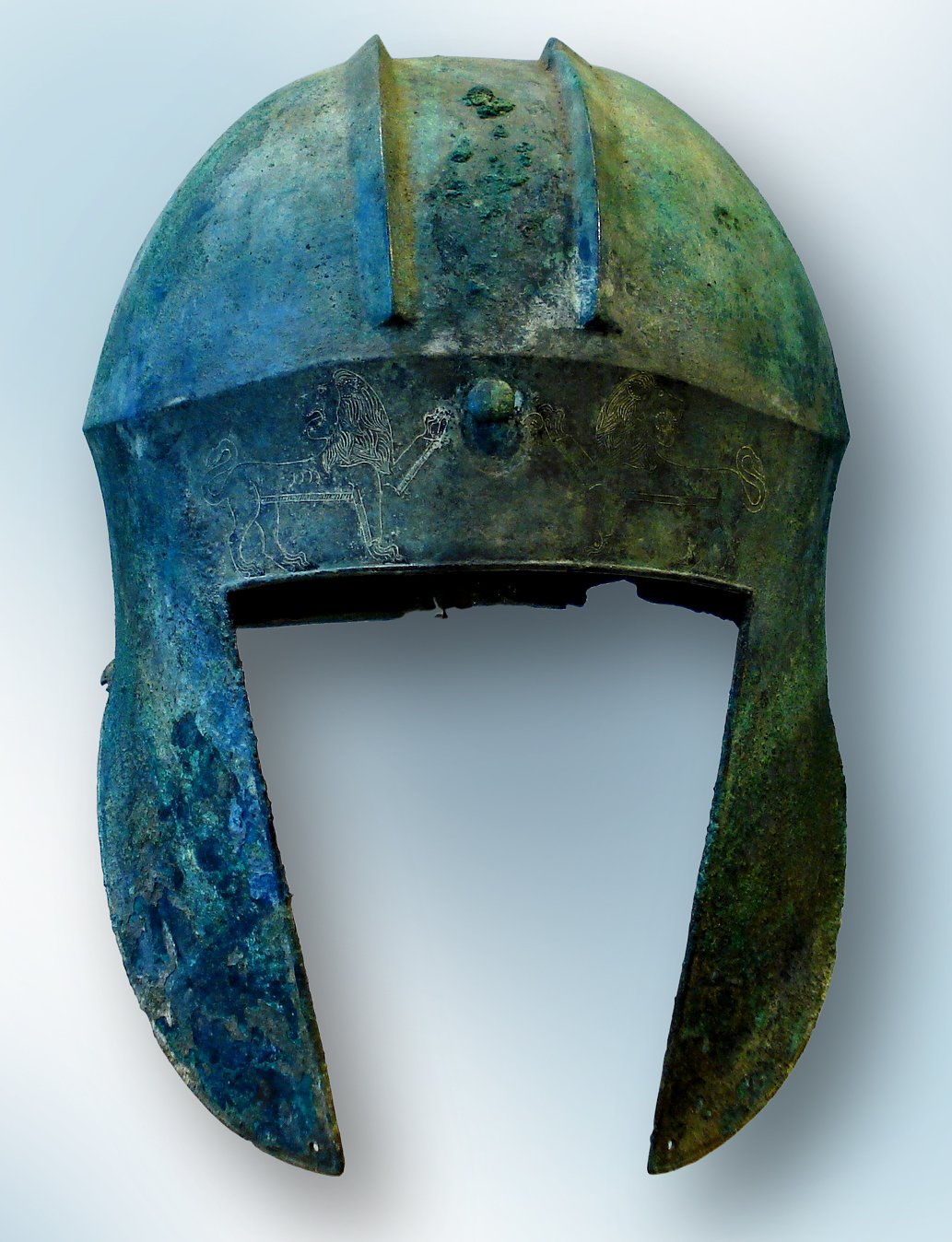
Elmo illirico
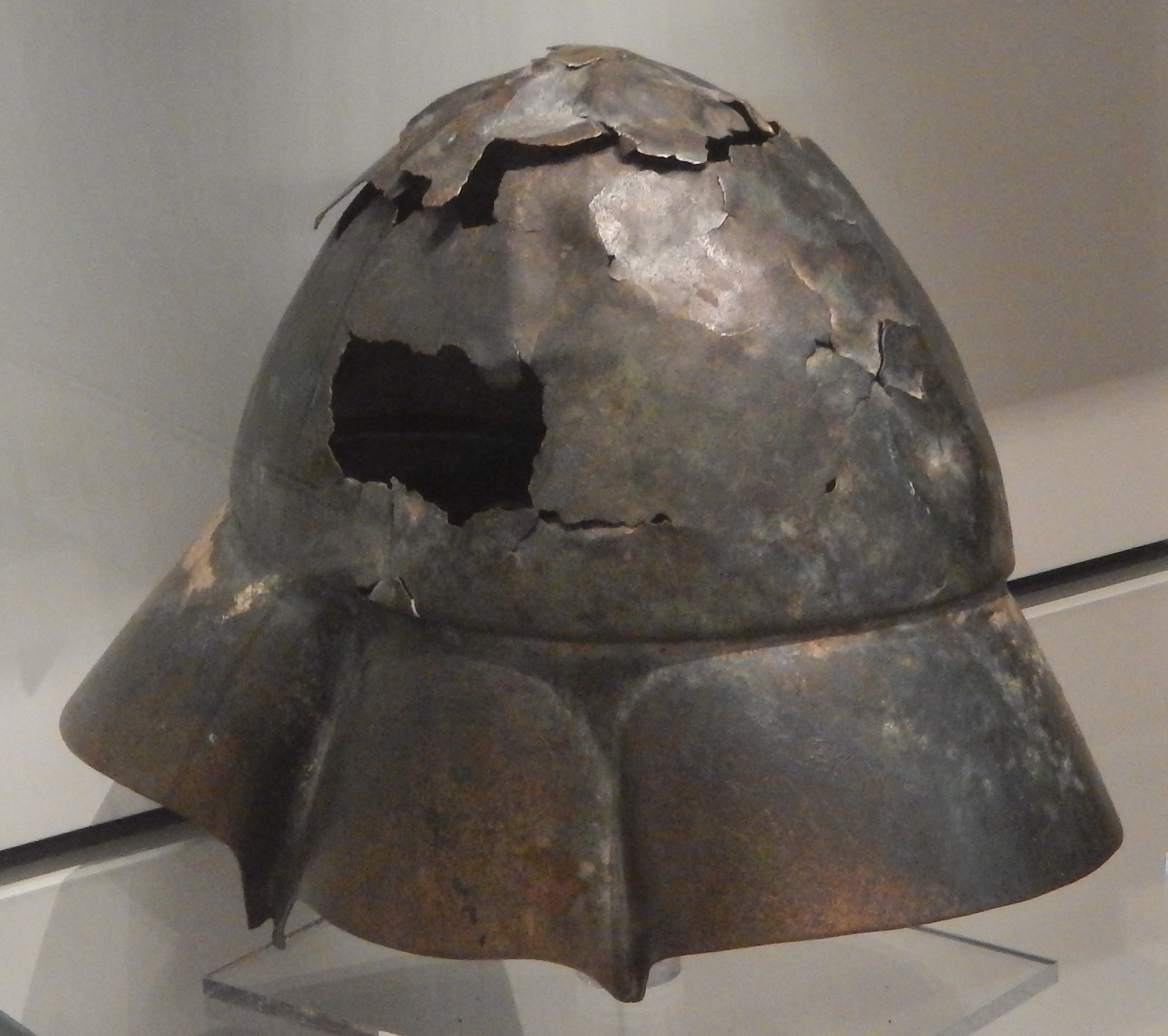
Elmo beotico

### Bibliografiche
1. ↑  Sekunda 2010, p. 35.
2. ↑  Sekunda 2011, p. 16.

### Fonti
- (GRC) Diodoro Siculo, Bibliotheca historica, I secolo a.C..
- (GRC) Erodoto, Storie, 440–429 a.C..
- (GRC) Plutarco, Moralia, I secolo.
- (GRC) Plutarco, Vite parallele, fine I-inizio II secolo.
- (GRC) Polieno, Stratagemmi, II secolo.
- (GRC) Tucidide, Storie, V secolo a.C..
- (GRC) Senofonte, Elleniche, post-361 a.C..

### Studi
In italiano
- Giovanni Brizzi, Il guerriero, l'oplita, il legionario. Gli eserciti nel mondo classico, Bologna, Il mulino, 2002, ISBN 88-15-08907-1.
- Victor Davis Hanson, L'arte occidentale della guerra : descrizione di una battaglia nella Grecia Classica, Mondadori, 1990  [1989].
- Nicholas Sekunda, Opliti, guerrieri da leggenda, illustrazioni di Adam Hook, Osprey Publishing, 2011  [2000].
- Nicholas Sekunda, L'esercito di Alessandro, illustrazioni di Briand Duff [et al.], Osprey Publishing, 2011  [1984].
- Nicholas Sekunda, Guerrieri spartani, illustrazioni di Richard Hook, Osprey Publishing, 2010  [1998].

In altre lingue
- (EN) J.E. Lendon, Soldiers and Ghosts : A History of Battle in Classical Antiquity, 2005.